# Списак игара за PlayStation 2
|  |  |  |  |  |  |  |  |  |  |  |  |  |  |  |  |  |  |  |  |  |  |  |  |  |  |  |  |  |  |

## 0-9
- 007: Agent Under Fire (EA Games)
- 007: Everything or Nothing (EA Games)
- 007: Nightfire (EA Games)
- 4x4 EVO (Terminal Reality)
- 18 Wheeler: American Pro Trucker (Acclaim)
- 187 Ride or Die (Ubisoft)
- 24: The Game
- 25 to Life (Avalanche Software)
- 2002 FIFA World Cup (EA Sports)
- 50 Cent: Bulletproof (Genuine Games)
- 7 Blades (Konami)
- 7 Sins (Monte Cristo)

## A
- Ace Combat: Distant Thunder (Namco) - UK: SCES50410
- Ace Combat: Squadron Leader (Namco) - UK: SCES52424
- Ace Combat 04 (Namco)
- Ace Combat 5 (Namco)
- Ace Combat Zero (Namco)
- Æon Flux (Terminal Reality)
- Activision Anthology (Activision)
- The Adventures of Cookie & Cream (Agetec)
- The Adventures of Jimmy Neutron, Boy Genius: Attack of the Twonkies (THQ)
- Aero Elite: Combat Academy (Sega-AM2)
- AFL Live 2003 (Acclaim)
- AFL Live 2004 (Acclaim)
- AFL Live Premiership Edition
- AFL Premiership 2005 (Acclaim)
- Agassi Tennis Generation (Aqua Pacific)
- Aggressive Inline (Acclaim)
- AirBlade (Criterion Games)
- Airborne Troops: Countdown to D-Day (WideScreen Games)
- Airforce Delta Strike (Konami)
- Alex Ferguson's Player Manager 2001
- Alias (Acclaim)
- Alien Hominid (The Behemoth)
- Aliens vs. Predator: Extinction (Zono, Inc.)
- All Star Pro-Wrestling (Square)
- All-Star Baseball 2002 (Acclaim)
- All-Star Baseball 2003 (Acclaim) - UK: SLES50447
- All-Star Baseball 2004 (Acclaim)
- All-Star Baseball 2005 (Acclaim)
- Alpine Racer 3 (Namco)
- Alter Echo (Outrage)
- America's 10 Most Wanted
- Amplitude (Harmonix)
- Ape Escape 2 (Sony)
- Ape Escape 3 (Sony)
- Ape Escape: Pumped & Prime (Sony)
- American Idol (Hothouse Creations)
- Aqua Aqua (Zed Two)
- Arc the Lad: End of Darkness (Cattle Call)
- Arc the Lad: Twilight of the Spirits (Cattle Call)
- Arctic Thunder (Midway Games)
- Area 51 (Inevitable Entertainment)
- Arena Football (EA)
- Armored Core 2 (From Software)
- Armored Core 2: Another Age (From Software)
- Armored Core 3 (From Software)
- Armored Core: Formula Front (From Software)
- Armored Core: Nexus (From Software)
- Armored Core: Nine Breaker (From Software)
- Armored Core: Last Raven (From Software)
- Army Men: Air Attack 2 (3DO)
- Army Men: RTS (3DO)
- Army Men: Sarge's Heroes 2 (3DO)
- Asterix & Obelix XXL (Etranges Libellules)
- Asterix & Obelix Kick Buttix (Etranges Libellules)
- Astro Boy (Sonic Team)
- Atelier Iris: Eternal Mana (Gust)
- Atelier Iris: Eternal Mana 2 (Gust)
- Atari Anthology (Atari)
- Athens 2004 (Eurocom) - UK: SCES52410
- A Train 6 (Artdink) - UK: SLES51716, Japan: SLPS20006
- ATV Offroad Fury (Rainbow Studios)
- ATV Offroad Fury 2 (Rainbow Studios)
- ATV Offroad Fury 3 (Climax Studios)
- ATV Quad Power Racing 2 (Climax Studios)
- Auto Modellista (Capcom Production Studio 1) - UK: SLES51191

## B
- Backyard Wrestling: Don't Try This at Home! (Paradox Development)
- Backyard Wrestling 2: There Goes the Neighborhood (Paradox Development)
- Bad Boys: Miami Takedown (Blitz Games)
- Baldur's Gate: Dark Alliance (Snowblind Studios)
- Baldur's Gate: Dark Alliance II (Black Isle Studios)
- Barbarian (Saffire)
- The Bard's Tale (InXile Entertainment)
- Barnyard
- Batman: Rise of Sin Tzu (Ubisoft)
- Batman Begins (Eurocom)
- Battle engine Aquila (Lost toys games)
- Battlefield 2: Modern Combat (Digital Illusions CE)
- Battlestar Galactica (Warthog)
- BCV: Battle Construction Vehicles (Artdink) - UK: SLES51714, Japan: SLPS25004
- Beyond Good and Evil (Ubisoft)
- BLACK (Criterion Games)
- The Bible Game
- Big Mutha Truckers
- Bleach: Erabareshi Tamashii (Sony Computer Entertainment Inc.)
- Bloody Roar 3 (Eighting)
- Bloody Roar 4 (Eighting)
- BloodRayne (Terminal Reality)
- BloodRayne 2 (Terminal Reality)
- Blood Will Tell (WOW Entertainment/Red Entertainment)
- Bode Miller Alpine Skiing (Valcon Games)
- Bomberman Kart (Hudson Soft)
- The Bouncer (Dream Factory)
- Breath of Fire V: Dragon Quarter (Capcom Production Studio 3)
- Britney's Dance Beat (Metro Graphics)
- Broken Sword: The Sleeping Dragon (Revolution Software Ltd.)
- Brothers in Arms: Earned in Blood (Gearbox Software)
- Brothers In Arms: Road to Hill 30 (Gearbox Software)
- Bujingai: The Forsaken City (Red Entertainment/Taito)
- Bully
- Burnout (Criterion Games)
- Burnout 2 (Criterion Games)
- Burnout 3: Takedown (Criterion Games)
- Burnout Revenge (Criterion Games)
- Butt Ugly Martians: Zoom or Doom! (Runecraft)
- Buzz! The Music Quiz

## C
- Cabela's Big Game Hunter 2005 (Sand Grain Studios)
- Cabela's Dangerous Hunts (Sand Grain Studios)
- Cabela's Dangerous Hunts: Kill or Be Killed (Sand Grain Studios)
- Call of Duty: Finest Hour (Spark Unlimited)
- Call of Duty 2: Big Red One (Treyarch)
- Capcom Classics Collection
- Capcom Fighting Evolution (Capcom Production Studio 2)
- Carmen Sandiego: The Secret of the Stolen Drums (A2M)
- Castle Shikigami 2 (Shikigami no Shiro 2 in Japan)
- Castlevania: Curse of Darkness (Konami TYO)
- Castlevania: Lament of Innocence (Konami TYO)
- Catwoman (Electronic Arts UK)
- Cel Damage Overdrive (Play It)
- Celebrity Deathmatch (Big Ape Productions)
- Centre Court Hard Hitter
- Champions of Norrath: Realms of Everquest (Snowblind Studios)
- Champions of Norrath: Return to Arms (Snowblind Studios)
- Charlie and the Chocolate Factory (High Voltage Software)
- Charlie's Angels
- Chaos Legion (Capcom Production Studio 6)
- ChoroQ (Takara)
- Circus Maximus
- City Crisis (Syscom Entertainment)
- Clock Tower 3 (Capcom Production Studio 3)
- Club Football AC Milan 2005
- Club Football Barcelona 2005
- Club Football Birmingham City 2005
- Cocoto Platform Jumper
- Colin McRae Rally 3 (Codemasters)
- Colin McRae Rally 04 (Codemasters)
- Colin McRae Rally 2005 (Codemasters)
- Combat Elite: WWII Paratroopers (BattleBorne Entertainment)
- Conflict Desert Storm (Pivotal Games/SCi Entertainment Group)
- Conflict Desert Storm II: Back to Baghdad (Pivotal Games/SCi Entertainment Group)
- Conflict Vietnam (Pivotal Games)
- Conflict Zone
- Constantine (Bits Studios)
- Convenience Store Manager 3 - Japan: SLPM62322
- Corvette (Steel Monkeys)
- Cowboy Bebop (Bandai)
- Crash Bandicoot: The Wrath of Cortex (Traveller's Tales)
- Crash Nitro Kart (Vicarious Visions)
- Crash Tag Team Racing
- Crash Twinsanity (Traveller's Tales)
- Crazy Taxi (Acclaim Studios Cheltenham)
- Crime Life: Gang Wars
- Crimson Sea 2 (KOEI)
- Crimson Tears (Spike)
- Crouching Tiger, Hidden Dragon (Genki)
- Culdcept (Omiya Soft)
- Cy Girls (Konami JPN)

## D
- Da Vincijev kod (2K Games)
- Dance Dance Revolution EXTREME (Konami TYO)
- Dance Dance Revolution EXTREME 2 (Konami TYO)
- Dance: UK (Broadsword Interactive)
- Dark Angel: Vampire Apocalypse (Metro 3D)
- Dark Cloud (Level-5)
- Dark Cloud 2 (Level-5)
- Dark Cloud 3 (Level-5)
- Dark Summit
- Darkwatch (High Moon Studios)
- DDRMAX: Dance Dance Revolution (Konami TYO)
- DDRMAX2: Dance Dance Revolution (Konami TYO)
- Dead or Alive 2
- Dead or Alive 2  (Team Ninja)
- Dead Rush (Treyarch) (cancelled)
- Dead To Rights
- Dead To Rights II
- Death by Degrees (Namco)
- Death to Rights II (Namco)
- Def Jam Fight for NY (Aki Corporation)
- Def Jam Vendetta (Aki Corporation)
- Densha de go! Professional 2 (Taito) - Japan: TCPS10063(SLPM65243)
- Destroy All Humans! (Pandemic Studios)
- Destruction Derby Arenas (Studio 33/SCEE)
- Deus Ex (Ion Storm)
- Devil Kings (capcom)
- Devil May Cry (Capcom Production Studio 4)
- Devil May Cry 2 (Capcom Production Studio 1)
- Devil May Cry 3: Dante's Awakening (Capcom Production Studio 1)
- Dino Stalker (Capcom Production Studio 3)
- Dirge of Cerberus: Final Fantasy VII (Square Enix)
- Disaster Report (Irem)
- Disaster Report 2 (Irem)
- Disgaea: Hour of Darkness (Nippon Ichi)
- Disgaea 2 (Nippon Ichi)
- Disney Extreme Skate Adventure (Toys for Bob)
- Disney Golf (T&E Soft)
- Dog's Life (Frontier Developments/SCEE)
- Downforce
- Dragon Ball Z Budokai (Dimps)
- Dragon Ball Z: Budokai 2 (Dimps)
- Dragon Ball Z: Budokai 3 (Dimps)
- Dragon Ball Z: Budokai Tenkaichi (Spike)
- Dragon Ball Z: Sagas (Avalanche Software)
- Dragon Quest and Final Fantasy In Itadaki Street Special (Square Enix)
- Dragon Quest VIII (Level-5)
- Drakan: The Ancients' Gates (Surreal Software)
- Drakengard (Cavia)
- Drakengard 2 (Cavia)
- Driven (BAM! Entertainment)
- DRIV3R (Reflections Interactive)
- Driver: Parallel Lines
- Driving Emotion Type-S (Escape)
- Drome Racers (Attention To Detail)
- Dropship: United Peace Force (SCE Studios Camden)
- Dual Hearts (Cazworks Studio/Matrix Software)
- Duel Masters (High Voltage Software)
- The Dukes of Hazzard: Return of the General Lee (Ratbag Games)
- Dynasty Tactics (Koei)
- Dynasty Tactics 2 (Koei)
- Dynasty Warriors 2 (Koei)
- Dynasty Warriors 3 (Koei)
- Dynasty Warriors 3: Xtreme Legends (Koei)
- Dynasty Warriors 4 (Koei)
- Dynasty Warriors 4: Empires (Koei)
- Dynasty Warriors 4: Xtreme Legends (Koei)
- Dynasty Warriors 5 (Koei)
- Dynasty warriors 5: Xtreme Legends (Koei)

## E
- Echo Night: Beyond
- Energy Airforce Aim Strike! (Taito) - UK: SLES52265
- Enter the Matrix (Shiny Entertainment)
- Enthusia Professional Racing (Konami) - UK: SLES53125
- Ephemeral Fantasia (Konami)
- Escape from Monkey Island
- ESPN College Hoops
- ESPN Major League Baseball
- ESPN National Hockey Night
- ESPN NBA 2K5
- ESPN NBA Basketball
- ESPN NFL 2K5
- ESPN NFL Football
- ESPN NHL 2K5
- ESPN NHL Hockey
- ESPN X Games Skateboarding (Konami) - UK: SLES50430
- Eternal Ring
- Evergrace
- EverQuest Online Adventures
- EverQuest Online Adventures: Frontiers
- Evil Dead: A Fistful of Boomstick
- Evil Twin
- Extermination
- Extreme-G 3
- EyeToy: AntiGrav (Sony)
- EyeToy: Chat (Sony)
- EyeToy: Groove (Sony)
- EyeToy: Kinetic
- EyeToy: Monkey Mania
- EyeToy: Operation Spy
- EyeToy: Play (Sony)
- EyeToy: Play 2 (Sony)
- EyeToy: Play 3

## F
- The Fairly Oddparents-Shadow Showdown
- The Fairly Oddparents-Breakin'Da Rules
- F1 2001
- F1 2002
- F1 Career Challenge
- Fahrenheit
- Fallout: Brotherhood of Steel
- Fame Academy
- Fantastic Four
- FantaVision (Sony)
- Fatal Frame (Tecmo)
- Fatal Frame 2: Crimson Butterfly (Tecmo)
- Fatal Frame 3 (Tecmo)
- Fear & Respect
- FIFA 06
- FIFA 2001
- FIFA Soccer 2002
- FIFA Soccer 2003
- FIFA Soccer 2004
- FIFA Soccer 2005
- FIFA Street
- FIFA Street 2
- Fight Club
- Fight Night 2004
- Final Fantasy X (Squaresoft)
- Final Fantasy XI (Square Enix)
- Final Fantasy XI: Chains of Promathia (Square Enix)
- Final Fantasy XII (Square Enix)
- Final Fantasy X-2 (Square Enix)
- Firefighter F.D. 18 (Konami)
- Flipnic
- Forbidden Siren
- Ford Racing 2
- Forgotten Realms: Demon Stone
- Formula One 2001
- Formula One 2002
- Formula One 2003
- Formula One 2004
- Formula One 2005
- Freaky Flyers
- Freedom Fighters
- Frequency
- Frogger: The Great Quest
- From Russia with Love
- Front Mission 4 (Square Enix)
- Front Mission Online (Square Enix)
- Fugitive Hunter
- Fullmetal Alchemist and the Broken Angel (Square Enix)
- Fullmetal Alchemist and the Cursed Elixer (Square Enix)
- Fur Fighters: Viggo's Revenge
- Futurama
- Future Tactics: The Uprising

## G
- G Surfers
- Galactic Wrestling Featuring Ultimate Muscle
- Galerians: Ash
- Gallop Racer 2004
- Genji: Dawn of the Samurai
- The Getaway
- Get on Da Mic
- Ghosthunter
- Ghost in the Shell: Stand Alone Complex (Bandai)
- Ghost Master
- Ghost Recon
- Giants: Citizen Kabuto
- Gitaroo Man (Koei)
- Gladiator: Sword of Vengeance
- Gladius
- Goblin Commander: Unleash the Horde
- God of War
- Godai Elemental Force
- Godzilla
- Godzilla: Save the Earth
- GoldenEye: Rogue Agent
- Gradius III and IV
- Gradius V
- Graffiti Kingdom (Taito)
- Gran Turismo Concept 2001 Tokyo (Sony) - Japan: SCPS55005
- Gran Turismo Concept 2002 Tokyo-Geneva (Sony) - UK: SCES50858
- Gran Turismo 3 A-spec (Sony) - UK: SCES50294
- Gran Turismo 4 (Prologue) (Sony) - UK: SCES52438
- Gran Turismo 4 (Sony) - UK: SCES51719
- Grand Prix Challenge
- Grand Theft Auto III (Rockstar Games) - UK: SLES50330
- Grand Theft Auto: San Andreas (Rockstar Games) - UK: SLES52541
- Grand Theft Auto: Vice City (Rockstar Games) - UK: SLES51061 *Grandia II
- Grandia III
- Grandia Xtreme
- Gregory Horror Show
- Growlanser: Generations
- Guitar Hero
- Gumball 3000 UK: SLES50985
- Gun
- Gun Griffon Blaze
- Gungrave (Sega)
- Gungrave: Overdose
- The Guy Game

## H
- Half-Life
- Hard Hitter Tennis
- Hardware: Online Arena
- Harry Potter and The Prisoner of Azkaban
- Harry Potter and The Sorcerer's Stone
- Harry Potter: Quidditch World Cup
- Harry Potter and the Goblet of Fire
- Harry Potter and the Order of the Phoenix
- Harvest Moon: Save the Homeland (Natsume)
- Harvest Moon: A Wonderfull Life (Natsume)
- Haven: Call of the King
- Headhunter
- Hell's Kitchen
- He-Man Masters of the Universe-Defender of Greyskull
- Herdy Gerdy
- Heroes of the Pacific
- Hidden Invasion
- Hitman 2
- Hitman: Blood Money
- Hitman: Contracts
- Hoihoi-san
- Hot Shots Golf 3
- Hot Shots Golf Fore!
- Hot Wheels World Race
- The Hulk
- Hunter: The Reckoning: Wayward
- Hype Time Quest

## I
- ICO (Sony)
- I-Ninja
- Ice Age 2:The Meltdown
- IHRA Drag Racing 2
- Ikusagami
- The Incredible Hulk - Ultimate Destruction
- The Incredibles: Rise of the Underminer
- Indiana Jones and the Emperor's Tomb
- Indigo Prophecy
- Indy Car Series
- Initial D: Special Stage (Japan only) (Sega)
- Inspector Gadget
- Intellivision Lives!
- International Golf Pro
- International Superstar Soccer
- Interview With a Made Man
- In The Groove (Red Octane)
- InuYasha: Feudal Combat (Bandai)
- InuYasha: The Secret of the Cursed Mask (Bandai)
- The Italian Job

## J
- Jackie Chan Adventures
- Jade Cocoon 2
- Jak and Daxter: The Precursor Legacy (Sony)
- Jak II (Sony)
- Jak 3 (Sony)
- Jak X: Combat Racing (Sony)
- James : nt Under Fire (EA)
- James Bond: Everything or Nothing (EA)
- James Bond: Nightfire (EA)
- Jeremy McGrath Supercross World
- Jet Ion GP
- Jet Li: Rise to Honor
- Jet X20
- Jimmy Neutron Boy Genius
- Jimmy Neutron: Jet Fusion
- Jonny Moseley Mad Trix
- Judge Dredd: Dredd Versus Death
- Juiced
- Jungle Book: Rythm N'Groove
- Jurassic Park: Operation Genesis

## K
- Kaido Racer
- Karaoke Revolution (Konami)
- Karaoke Revolution Volume 2 (Konami)
- Karaoke Revolution Volume 3 (Konami)
- Katamari Damacy (Namco)
- Kelly Slater's Pro Surfer (Activision)
- Kessen
- Kessen II
- Kessen III
- Kill.Switch (Namco)
- Killzone (Sony)
- King Arthur (Konami)
- Kingdom Hearts (Square Enix)
- Kingdom Hearts II (Square Enix)
- King Kong
- King of Fighters 2000/2001
- King of Fighters 2002/2003
- King of Fighters Maximum Impact
- KOF: Maximum Impact 2
- Klonoa 2: Lunatea's Veil
- Knockout Kings 2001
- Kuon
- Kuri Kuri Mix
- Kya: Dark Lineage

## L
- L.A. Rush
- La Pucelle: Tactics (Nippon Ichi)
- The Last Job
- Legacy of Kain: Defiance
- Legaia 2: Duel Saga
- Legend of Kay (Capcom)
- Legends of Wrestling
- Legends of Wrestling II
- Lego Star Wars
- Leisure Suit Larry: Magna Cum Laude
- Lethal Skies
- Lifeline
- LMA Manager 2003
- LMA Manager 2005
- LMA Manager 2006
- Looney Tunes: Back in Action
- The Lord of the Rings: The Fellowship of the Ring
- The Lord of the Rings: The Two Towers
- The Lord of the Rings: The Return of the King
- The Lord of the Rings: The Third Age
- Lowrider
- Lupin the 3rd: Treasure of the Sorcerer King (Bandai)

## M
- Mace Griffin: Bounty Hunter
- Mad Maestro
- Madden NFL 2002 (EA)
- Madden NFL 2003 (EA)
- Madden NFL 2004 (EA)
- Madden NFL 2005 (EA)
- Madden NFL 06 (EA)
- Mafia
- Magic Pengel: The Quest for Color
- Magna Carta: Tears of Blood
- Major League Baseball 2K6
- Makai Kingdom (Nippon Ichi)
- Manhunt
- Marc Ecko's Getting Up: Contents Under Pressure
- The Mark of Kri
- Marvel vs. Capcom 2 (Capcom)
- The Matrix: Path of Neo (Shiny Entertainment)
- Max Payne (Rockstar Games)
- Max Payne 2: The Fall of Max Payne (Rockstar Games)
- Maximo vs. Army of Zin (Capcom)
- Maximo: Ghosts to Glory (Capcom)
- McFarlane's Evil Prophecy
- Medal of Honor: Vanguard
- Medal of Honor: European Assault
- Medal of Honor: Frontline
- Medal of Honor: Rising Sun
- Mega Man Anniversary Collection (Capcom)
- Mega Man X Collection (Capcom)
- Mega Man X Command Mission (Capcom)
- Mega Man X7 (Capcom)
- Mega Man X8 (Capcom)
- Men In Black: Alien Escape
- Mercenaries: Playground of Destruction (LucasArts)
- Metal Arms: Glitch in the System
- Metal Gear Solid (Konami)
- Metal Gear Solid 2: Sons of Liberty (Konami)
- Metal Gear Solid 2: Substance (Konami)
- Metal Gear Solid 3: Snake Eater (Konami)
- Metal Gear Solid 3: Subsistence (Konami)
- Metal Saga
- Metropolismania
- Midnight Club Street Racing (Rockstar Games)
- Midnight Club 2 (Rockstar Games)
- Midnight Club 3: DUB Edition (Rockstar Games)
- Midnight Club 3: DUB Edition Remix (Rockstar Games)
- Midway Arcade Treasures (Midway)
- Midway Arcade Treasures 2 (Midway)
- Minority Report: Everybody Runs
- Mission Impossible: Operation Surma
- Mister Mosquito
- MLB 2005
- MLB Slugfest Loaded
- Mobile Light Force 2 (Shikigami no Shiro in Japan)
- Mobile Suit Gundam: AEUG VS TITAN (Japan Only) (Bandai)
- Mobile Suit Gundam: Encounters in Space (Bandai)
- Mobile Suit Gundam: Journey to Jaburo (Bandai)
- Mobile Suit Gundam: The One Year War (Japan Only) (Bandai)
- Mobile Suit Gundam: Gundam VS Zeta Gundam (Bandai)
- Mobile Suit Gundam: Zeonic Front (Bandai)
- Mobile Suit Gundam SEED: Never Ending Tomorrow (Bandai)
- Moderngroove: Ministry of Sound Edition
- Mojo!
- Monster 4x4: Masters of Metal
- Monster Hunter
- Monster Rancher 4
- Monsters, Inc. Scare Island
- Mortal Kombat: Deadly Alliance
- Mortal Kombat: Deception
- Mortal Kombat: Shaolin Monks
- Mr Golf
- MS Saga: A New Dawn
- MTV Music Generator 3: This is the Remix
- MTX: Mototrax
- Mustang The Legend Lives
- Muppets Party Cruise
- Musashi Samurai Legends (Square Enix)
- MVP 06 NCAA Baseball
- MVP Baseball 2003
- MVP Baseball 2004
- MX Unleashed
- MX Vs. ATV Unleashed
- My Street (Sony)
- Myst III: Exile

## N
- Namco Museum
- Namco Museum 50th Anniversary Arcade Collection
- Nano Breaker
- Naruto: Narutimate Hero (Cyberconnect2) (Japan only)
- Naruto: Narutimate Hero 2 (Cyberconnect2) (Japan only)
- Naruto: Narutimate Hero 3 (Cyberconnect2) (Japan only)
- Naruto: Uzumaki Ninden (Japan only)
- NASCAR: Dirt to Daytona
- NASCAR Thunder 2002
- NASCAR Thunder 2003
- NASCAR Thunder 2004
- NASCAR 2005: Chase for the Cup
- NASCAR 06: Total Team Control
- Naval Ops: Commander
- Naval Ops: Warship Gunner
- NBA 2K2
- NBA 2K3
- NBA Ballers
- NBA Jam
- NBA Live 2000
- NBA Live 2004
- NBA Live 2005
- NBA Shootout 2004
- NBA Street
- NBA Street Vol. 2
- NBA Street V3
- NCAA Football 06
- NCAA Football 2003
- NCAA Football 2004
- NCAA Football 2005
- NCAA Gamebreaker 2004
- NCAA March Madness 2003
- NCAA March Madness 2004
- Need For Speed: Hot Pursuit 2 (EA)
- Need for Speed: Most Wanted (EA)
- Need for Speed: Underground (EA)
- Need for Speed: Underground 2 (EA)
- Neopets: The Darkest Faerie
- Neo Contra (Konami)
- Next Generation Tennis 2003
- NFL2K2
- NFL2K3
- NFL QB Club 2002
- NFL Street
- NHL 2003
- NHL 2004
- NHL 2005
- NHL 2K3
- NHL Hitz
- NHL Hitz Pro
- Nicktoons Unite!(THQ)
- The Nightmare of Druaga: Fushigino Dungeon
- Nightshade (Sega)
- Ninja Assault

## O
- ObsCure
- Okage: Shadow King
- Oni (Bungie)
- Onimusha: Warlords (Capcom)
- Onimusha 2: Samurai's Destiny (Capcom)
- Onimusha 3: Demon Siege (Capcom)
- Onimusha Blade Warriors (Capcom)
- Onimusha: Dawn of Dreams  (Capcom)
- Operation: No One Lives Forever
- Orphen: Scion of Sorcery
- Outlaw Golf
- Outlaw Golf 2
- Outlaw Tennis
- Outlaw Volleyball Remixed
- Outrun 2006: Coast 2 Coast

## P
- Pac-Man World 2 (Namco)
- Pac-Man World 3
- Pac-Man World Rally
- PaRappa the Rapper 2 (Sony)
- Paris Dakar Rally
- Perfect Ace Pro Tournament Tennis
- Peter Jackson's King Kong - (UbiSoft)
- Phantom Brave (Nippon Ichi)
- Phantom Crash 2050
- Pinball Fun
- Pitfall Harry
- Pool Shark 2
- Pop'n Music (all Japan only)
  - Pop'n Music 7
  - Pop'n Music 8
  - Pop'n Music 9
  - Pop'n Music 10
  - Pop'n Music: Best Hits
- Portal Runner
- Powerpuff Girls: Relish Rampage
- Predator: Concrete Jungle
- Premier Manager 2003
- Primal
- Prince of Persia: The Sands of Time (UbiSoft)
- Prince of Persia: The Two Thrones (UbiSoft)
- Prince of Persia: Warrior Within (UbiSoft)
- Premier Manager 2005/2006
- Pro Evolution Soccer (Konami)
- Pro Evolution Soccer 3 (Konami)
- Pro Evolution Soccer 4 (Konami)
- Pro Evolution Soccer 5 (Konami)
- Pro Rally 2002
- Project: Snowblind
- Project Zero
- Psi-Ops: The Mindgate Conspiracy
- Psychonauts
- The Punisher
- Putt Nutz (Black Mountain Games)

## Q
- Q-Ball Billiards Master
- Quake III: Revolution

## R
- R: Racing Evolution (Namco)
- Radiata Stories
- Rapala Pro Fishing
- Ratchet & Clank (Insomniac Games)
- Ratchet & Clank: Going Commando (Insomniac Games)
- Ratchet & Clank: Up Your Arsenal (Insomniac Games)
- Ratchet: Deadlocked (Insomniac Games)
- Rayman 2: Revolution
- Rayman 3: Hoodlum Havoc
- Red Card
- Red Dead Revolver
- Red Faction
- Red Faction II
- Red Ninja: End of Honor
- The Red Star
- Reign of Fire
- Resident Evil 4
- Resident Evil Code: Veronica X (Capcom)
- Resident Evil Outbreak (Capcom)
- Resident Evil Outbreak: File#2 (Capcom)
- Rez (Sega)
- Ribbit King (Bandai)
- Ridge Racer V (Namco)
- Ring of Red
- Rise of the Kasai
- Rise to Honor
- Risk: Global Domination
- River King: A Wonderful Journey
- RLH (aka Run Like Hell)
- Roadkill
- Robin Hood: Defender of the Crown
- Robotech Invasion
- Robot Warlords
- Robot Wars Arenas of Destruction
- Rocky Legends
- Rogue Ops
- Rogue Trooper
- Roland Garros 2002
- Romance of the Three Kingdoms VII
- Romance of the Three Kingdoms VIII
- Romance of the Three Kingdoms IX
- Romance of the Three Kingdoms X
- Romancing Saga: Minstrel Song
- RPG Maker II
- R-Type Final
- EA Sports Rugby (EA)
- Rugby 2004
- Rugby 2005
- Rugby 06
- Rugby League
- Rugby League 2
- Rumble Roses
- Rygar: The Legendary Adventure

## S
- Samurai Jack: The Shadow of Aku (Sega)
- Samurai Warriors ((Koei)
- Samurai Warriors Xtreme Legends ((Koei)
- Saturday Night Speedway (Ratbag Games)
- Scarface
- Scooby Doo!: Mystery Mayhem
- Second Sight (Free Radical)
- Secret Weapons Over Normandy (LucasArts)
- Seek and Destroy
- Sega Ages (Sega)
- Sega Rally 2006 (Sega)
- Sega Sports Tennis (Sega)
- Sega Superstars (Sega)
- Seiken Densetsu 4
- Serious Sam: The Next Encounter
- Seven Samurai 20XX
- Shadow Hearts
- Shadow Hearts II: Covenant
- Shadow Hearts: From The New World
- Shadow Man 2: The Second Coming
- Shadow of Memories
- Shadow of the Colossus
- Shadow of Rome (Capcom)
- Shakira
- SharkPort 2
- Shaun Palmer's Pro Snowboarder
- Shellshock: Nam '67
- Shinobi (Sega)
- Shin Megami Tensei: Digital Devil Saga (Altus)
- Shin Megami Tensei: Nocturne (Altus)
- Showdown: Legends of Wrestling
- Shrek 2
- Silent Hill 2 (Konami)
- Silent Hill 3 (Konami)
- Silent Hill 4: The Room (Konami)
- Silent Line: Armored Core (From Software)
- Silpheed: The Lost Planet
- The Simpsons Hit & Run (EA)
- The Simpsons Road Rage (EA)
- The Simpsons Skateboarding
- The Sims 2 (EA)
- The Sims (EA)
- The Sims: Bustin' Out (EA)
- SingStar
- SingStar Party
- SingStar Popworld
- Siren
- Skygunner
- Sled Storm
- Sly Cooper and the Thievius Raccoonus
- Sly 2: Band of Thieves
- Sly 3: Honor Among Thieves
- Smash Court Tennis Pro Tournament
- Smash Court Tennis Pro Tournament 2
- Smarties: Meltdown
- Smuggler's Run
- Smuggler's Run 2: Hostile Territory
- SOCOM: U.S. Navy SEALs (Sony)
- SOCOM II: U.S. Navy SEALs (Sony)
- SOCOM 3: U.S. Navy SEALs (Sony)
- Sonic Gems Collection (Japan/Europe only) (Sega)
- Sonic Heroes (Sega)
- Sonic Mega Collection Plus (Sega)
- Sonic Riders (Sega)
- Soul Calibur II (Namco)
- Soul Calibur III (Namco)
- Space Channel 5: Special Edition (Sega)
- Space Invaders: Invasion Day
- Space Race
- Spawn: Armageddon
- Sphinx and the Cursed Mummy
- Spider-Man (Activision)
- Spider-Man 2 (Activision)
- Splashdown
- SpongeBob SquarePants: Battle for Bikini Bottom
- Spongebob SquarePants Revenge Of The Flying Dutchman
- Spongebob Squarepants The Movie
- Spy Hunter
- Spy Hunter 2
- SpyToy
- Spyro: A Hero's Tail
- Spyro: Enter the Dragonfly
- SSX (EA)
- SSX 3 (EA)
- SSX on Tour (EA)
- SSX Tricky (EA)
- Star Ocean: Till the End of Time
- Star Wars Battlefront (LucasArts)
- Star Wars: Battlefront II
- Star Wars: Bounty Hunter (LucasArts)
- Star Wars Episode III
- Star Wars: Jedi Starfighter (LucasArts)
- Starsky and Hutch
- State of Emergency (Rockstar Games)
- State of Emergency 2
- Stella Deus: The Gate of Eternity
- Street Fighter Anniversary Collection (Capcom)
- Stretch Panic
- Strike Force Bowling
- Stuntman (Atari)
- The Suffering
- The Suffering: Ties That Bind
- Suikoden (Konami)
- Suikoden II (Konami)
- Suikoden III (Konami)
- Suikoden IV (Konami)
- Suikoden V (Konami)
- Sum of all Fears
- Summer Heat Beach Volleyball
- Supercar Street Challenge
- SuperLite 2000; Tokyo Bus Guide - Japan: SLPM65349
- Super Trucks Racing
- SWAT: Global Strike Team
- Syphon Filter: The Omega Strain

## T
- Taito Legends
- Tak and the Power of Juju
- Tak 2: The Staff of Dreams
- Technic Beat
- Tekken Tag Tournament (Namco)
- Tekken 4 (Namco)
- Tekken 5 (Namco)
- Teen Titans
- Teenage Mutant Ninja Turtles (Konami)
- Teenage Mutant Ninja Turtles 2: Battle Nexus (Konami)
- Tenchu: Fatal Shadows (Sega)
- Tenchu: Wrath of Heaven (Activision)
- Terminator 3: Rise of the Machines (Atari)
- Terminator 3: The Redemption (Atari)
- Test Drive
- Test Drive: Eve of Destruction
- Test Drive: Off Road: Wide Open
- The Thing
- This Is Football 2002
- This Is Football 2003
- Tiger Woods PGA Tour 2001 (EA)
- Tiger Woods PGA Tour 2002 (EA)
- Tiger Woods PGA Tour 2003 (EA)
- Tiger Woods PGA Tour 2004 (EA)
- Tiger Woods PGA Tour 2005 (EA)
- Time Crisis II (Namco)
- Time Crisis 3 (Namco)
- Time Crisis: Crisis Zone (Namco)
- TimeSplitters (Free Radical)
- TimeSplitters 2 (Free Radical)
- TimeSplitters: Future Perfect (Free Radical)
- Tiny Toons Adventures: Defenders of the Looniverse
- Thunderstrike: Operation Phoenx
- TOCA Race Driver
- TOCA Race Driver 2
- TOCA Race Driver 3
- To Heart 2
- Tokyo Road Racer
- Tokyo Xtreme Racer: 3
- Tokyo Xtreme Racer: Zero
- Tomb Raider: Legends (Eidos)
- Tomb Raider The Angel of Darkness (Eidos)
- Tom Clancy's Ghost Recon: Jungle Storm (UbiSoft)
- Tom Clancy's Ghost Recon 2 (UbiSoft)
- Tom Clancy's Rainbow Six 3 (UbiSoft)
- Tom Clancy's Splinter Cell (UbiSoft)
- Tom Clancy's Splinter Cell: Chaos Theory (UbiSoft)
- Tom Clancy's Splinter Cell: Double Agent (UbiSoft)
- Tom Clancy's Splinter Cell: Pandora Tomorrow (UbiSoft)
- Tony Hawk's Pro Skater 3 (Activision)
- Tony Hawk's Pro Skater 4 (Activision)
- Tony Hawk's Underground (Activision)
- Tony Hawk's Underground 2 (Activision)
- Tony Hawk's American Wasteland (Activision)
- Torino 2006 (2K Sports)
- Total Overdose
- Topspin
- Tourist Trophy
- Train Simulator Real - Japan: SCPS15035
- Transformers
- Tribes: Aerial Assault
- Trigger Man
- Trivial Pursuit Unhinged
- True Crime: Streets of LA
- True Crime: New York City
- Turok Evolution
- Twisted Metal: Black
- Twisted Metal: Black Online
- Ty the Tasmanian Tiger
- Ty the Tasmanian Tiger 2: Bush Rescue

## U
- UEFA Evro 2004 Portugal
- UFC Sudden Impact
- Ultimate Fighting Championship: Throwdown
- Ultimate Spider-Man
- Under the Skin
- Unison
- Unlimited SaGa
- Unreal Tournament
- Urban Reign
- The Urbz: Sims in the City (EA)

## V
- V-Rally 3
- Vampire Night
- Van Helsing
- Vexx
- Victorious Boxers
- Vietcong Purple Haze
- Viewtiful Joe (Capcom)
- Viewtiful Joe 2 (Capcom)
- Virtua Fighter 4 (Sega)
- Virtua Fighter 4 Evolution (Sega)
- Virtua Quest
- Virtua Tennis (Sega)
- Virtua Tennis 2 (Sega)
- Virtual-On Marz (Sega)

## W
- Wallace & Gromit in Project Zoo
- The Warriors
- Way of the Samurai
- Way of the Samurai 2
- Warhammer 40,000: Fire Warrior
- We ♥ Katamari (Namco)
- Whiplash
- Who Wants To Be A Millionaire 2nd Edition
- Wild Arms 3
- Wild Arms Alter Code: F
- Wild Wild Racing
- Winning Eleven (5, 6, 7, 8, 9) (Konami)
- WipEout Fusion
- Without Warning
- World Championship Snooker 2001
- World of Outlaws: Sprint Cars 2002 (Ratbag Games)
- World Rally Championship 4
- World Tour Soccer 2005
- Worms 3D
- Worms 4 Mayhem
- Wrath Unleashed
- WRC 3
- WRC: World Rally Championship
- WRC: Rally Evolution
- WWE Crush Hour
- WWE SmackDown! Here Comes The Pain
- WWE SmackDown! Shut Your Mouth
- WWE SmackDown! vs. RAW
- WWE SmackDown! vs. RAW 2006
- WWF SmackDown! Just Bring It (also WWE SmackDown! Just Bring It)

## X
- X2: Wolverine's Revenge
- Xenosaga EPISODE I: Der Wille zur Macht (Namco)
- Xenosaga EPISODE II: Jenseits von Gut und Böse (Namco)
- Xenosaga EPISODE III: Also sprach Zarathustra (Namco)
- XIII
- X-Files Resist or Serve
- XGRA: Extreme-G Racing Association
- X-Men Legends
- X-Men Legends II: Rise of Apocalypse
- X-Squad

## Y
- Yanya Caballista: City Skater
- Ys: The Ark of Napishtim
- Yu Yu Hakusho: Dark Tournament
- Yu-Gi-Oh! Capsule Monster Coliseum (Konami)
- Yu-Gi-Oh! The Duelists of the Roses (Konami)

## Z
- Zapper
- Zatch Bell! Mamodo Battles
- Zone of the Enders (Konami)
- Zone of the Enders: The 2nd Runner (Konami)

|  |  |  |  |  |  |  |  |  |  |  |  |  |  |  |  |  |  |  |  |  |  |  |  |  |  |  |  |  |  |